# Hermanni Pihlajamäki
Hermanni Matinpoika Pihlajamäki (ur. 11 listopada 1903 w Nurmo, zm. 4 czerwca 1982 w Ähtäri) – fiński zapaśnik. Dwukrotny medalista olimpijski. Krewny Kustaa.
Walczył w obu stylach, jednak oba medale olimpijskie wywalczył w wolnym. Pierwszy – złoty – wywalczył w Los Angeles w 1932. Cztery lata później zdobył brązowy medal.  Wielokrotnie był mistrzem Finlandii i medalistą mistrzostw Europy (także w stylu klasycznym).
Z zawodu policjant.

## Starty olimpijskie
Los Angeles 1932
- styl wolny do 61 kg - złoto

Berlin 1936
- styl wolny do 66 kg - brąz